# چاوپی هانکا (انکاش/اوانوکو)
چاوپی هانکا (به اسپانیایی: Chawpi Hanka) یک کوه در پرو است که در منطقه انکاش و منطقه اوئانوکو واقع شده‌است. چاوپی هانکا ۴٬۸۰۰ متر بالاتر از سطح دریا واقع شده‌است.